# Rossif Sutherland
Rossif Sutherland (Vancouver, 25 september 1978) is een Canadees acteur.

## Biografie
Sutherland werd geboren in Vancouver als zoon van Donald Sutherland, en is een halfbroer van Kiefer.
Sutherland maakte in 2003 zijn filmdebuut in Timeline. Hierna heeft hij meerdere rollen in films en televisieseries gespeeld.

## Filmografie

### Films
Uitgezonderd korte films.
- 2023 Bad Romance: The Vicky White Story - als Casey White
- 2022 Stellar - als barkeeper
- 2022 Orphan: First Kill - als Allen Albright
- 2021 The Middle Man - als Steve Miller
- 2021 The Retreat - als Gavin
- 2020 Possessor - als Michael
- 2019 Guest of Honour - als Mike
- 2019 Liberté: A Call to Spy - als dr. Chevain
- 2018 Believe Me: The Abduction of Lisa McVey - als Bobby Joe Long
- 2018 Backstabbing for Beginners - als Trevor
- 2017 Trench 11 - als Berton
- 2016 Edge of Winter - als Luc
- 2015 River - als John Lake
- 2015 Hyena Road - als Ryan Sanders
- 2015 Hellions' - als dr. Gabe Henry
- 2015 Pirate's Passage - als Klaus Moehner (stem)
- 2014 Big Muddy - als Tommy Valente
- 2012 Dead Before Dawn 3D – als Burt Rumsfeld
- 2012 An Officer and a Murderer – als rechercheur Nick Gallagher
- 2011 I'm Yours – als Robert
- 2011 Pour l'amour de Dieu – als Jésus
- 2010 The Con Artist – als Vince
- 2009 High Life – als Billy
- 2007 Poor Boy's Game – als Donnie Rose
- 2006 I'm Reed Fish – als Gabe
- 2005 Red Doors – als Alex
- 2003 Timeline – als Francois Dontelle

### Televisieseries
Uitgezonderd eenmalige gastrollen.
- 2024 Murder in a Small Town - als Karl Alberg - 8 afl.
- 2024 Plan B - als Bryson Miller - 6 afl.
- 2022-2023 Paris Paris - als Meursault - 9 afl.
- 2022 Three Pines - als Jean-Guy Beauvoir - 8 afl.
- 2017 Catastrophe - als Frank - 11 afl.
- 2016 The Expanse - als Neville Bosch - 2 afl.
- 2013-2015 Reign – als Nostradamus – 20 afl.
- 2015 Haven - als Sandman - 3 afl.
- 2014 Covert Affairs - als Tony Salgado - 4 afl.
- 2013-2014 Crossing Lines – als rechercheur – 4 afl.
- 2013 Copper – als Tim Doman – 2 afl.
- 2012 King – als Pen Martin – 13 afl.
- 2003-2004 ER – als Lester Kertzenstein – 11 afl.

- Gemeinsame Normdatei: 1246705338
- International Standard Name Identifier: 0000 0003 6369 9771
- Library of Congress Control Number: no2011099322
- Système universitaire de documentation: 255194935
- Virtual International Authority File: 4069149108698468780009
- WorldCat: E39PBJr7QTK8bmJR8g794jcF8C